# Kanton Avignon-3
Der Kanton Avignon-3 ist ein französischer Wahlkreis für die Wahl des Départementrats im Département Vaucluse in der Region Provence-Alpes-Côte d’Azur. Er entstand 2015 im Rahmen einer landesweiten Neuordnung der Kantone. Das Bureau centralisateur befindet sich in Avignon.

## Gemeinden
Der Kanton besteht aus zwei Gemeinden und Gemeindeteilen mit insgesamt 38.738 Einwohnern (Stand: 1. Januar 2022) auf einer Gesamtfläche von 42,60 km²:
| Gemeinde             | Einwohner 1. Januar 2022 | Fläche km² | Dichte Einw./km² | Code INSEE | Postleitzahl |
| -------------------- | ------------------------ | ---------- | ---------------- | ---------- | ------------ |
| Avignon              | 29.742                   | 32,25      | 922              | 84007      | 84000        |
| Morières-lès-Avignon | 8.996                    | 10,35      | 869              | 84081      | 84310        |
| Kanton Avignon-3     | 38.738                   | 42,60      | 909              | 8404       | –            |

1. ↑   Nur der südöstliche Teil der Gemeinde, der Rest verteilt sich auf die Kantone Avignon-1 und Avignon-2.